# School Days (chanson de Chuck Berry)
Pour les articles homonymes, voir School Days.
Singles de Chuck Berry
You Can't Catch Me
(novembre 1956) Oh Baby Doll
(juin 1957)
School Days, également intitulée School Day (Ring! Ring! Goes the Bell), est une chanson de Chuck Berry sortie en 45 tours en mars 1957, puis sur l'album After School Session en mai de la même année.

## Histoire
School Days est enregistrée le 21 janvier 1957 aux Universal Recording Studios de Chicago. Chuck Berry est accompagné de Hubert Sumlin à la guitare, Willie Dixon à la contrebasse et Fred Below à la batterie.
À sa sortie, School Days se classe no 5 des ventes aux États-Unis (no 1 du classement rhythm & blues) et no 24 au Royaume-Uni.
Quelques années plus tard, en 1964, Chuck Berry réutilise la trame musicale de School Days pour la chanson No Particular Place to Go.

## Reprises
- Jan and Dean sur l'album Dead Man's Curve / The New Girl in School (1964)
- Gary Glitter sur l'album Glitter (1972)
- AC/DC sur l'album TNT (1975)
- The Beach Boys sur l'album Keepin' the Summer Alive (1980)